# Testwell ctc++
Testwell CTC++ Test Coverage Analyzer for C and C++ ist ein Werkzeug zur Messung der Testabdeckung (engl. Code Coverage bzw. Test Coverage) in C- und C++-Projekten.
Das Tool ist für Windows, Linux, Solaris, HP-UX, OS X und AIX erhältlich und arbeitet mit allen Compilern. Bei der Entwicklung von Embedded Systems kann die Code Coverage in grundsätzlich allen (selbst kleinsten) Targets gemessen werden.
Testwell CTC++ analysiert alle Testabdeckungsstufen bis zur Modified Condition Coverage und schließt damit den für Sicherheitsnormen geforderte Modifizierten Bedingungs-/Entscheidungstest (MC/DC-Coverage) ein.
Das Werkzeug ist damit geeignet für den Einsatz in sicherheitskritischen Projekten mit höchsten Anforderungen an die Codequalität und deckt unter anderem die Industrienormen DO-178B und DO-178C (Luftfahrt), IEC 61508 (Entwicklung von elektrischen, elektronischen und programmierbaren elektronischen (E/E/PE) Systemen), ISO 26262 (Straßenfahrzeuge), EN 50128 (Eisenbahn) und IEC 60880 (Atomkraft) ab.
Ab 1989 wurde das Werkzeug von Nokia Data Systems Oy entwickelt. Seit 1992 wurde Testwell CTC++ von der Firma Testwell Oy aus Tampere (Finnland) weiterentwickelt.
2013 sind die Eigentumsrechte an Testwell CTC++ vom bisherigen Distributor Verifysoft Technology GmbH (Offenburg) übernommen worden.

## CTC++ for Java and Android
Mit dem CTC++ for Java and Android add-on wird die Funktionalität von Testwell CTC++ auf Java und Android ausgeweitet. Das Add-on wurde ab 2007 von der Offenburger Verifysoft Technology GmbH entwickelt und ist vor allem bei der Entwicklung auf Android im Einsatz.

## CTC++ for C#
Mit dem CTC++ for C# add-on wird die Funktionalität von Testwell CTC++ auf C-Sharp ausgeweitet.
Dieses Add-on wurde ab 2007 von der Offenburger Verifysoft Technology GmbH entwickelt.